# За разделението на обществения труд
„За разделението на обществения труд“ (на френски: De La Division Du Travail Social) е книга, писана от Емил Дюркем през 1893. Оказва силно влияние върху развитието на социологическата теория и мисъл с идеи, които от своя страна са повлияни от Огюст Конт. Дюркем описва как социалният ред е поддържан в обществата, както и преходът от „примитивни“ към индустриални общества.
Според Дюркем в „примитивното“ общество механизмът на солидарността на мисленето и действията между хората с общо или колективно съзнание позволява да се поддържа социалният ред. От друга страна в напредналите индустриални и капиталистически общества комплексното разделение на труда води до разпределението на хората в социума според заслугите и възнаграждението им. Моралната и икономическата регулации са необходими, за да се поддържа редът (или органичната солидарност) в общество, в което хората са способни „да се състоят и да се композират в техните различия по мирен начин“.